# 웨이비
WAVY(웨이비)는 Colde가 수장으로 설립한 레이블이다.